# Rallye Mexiko 2006

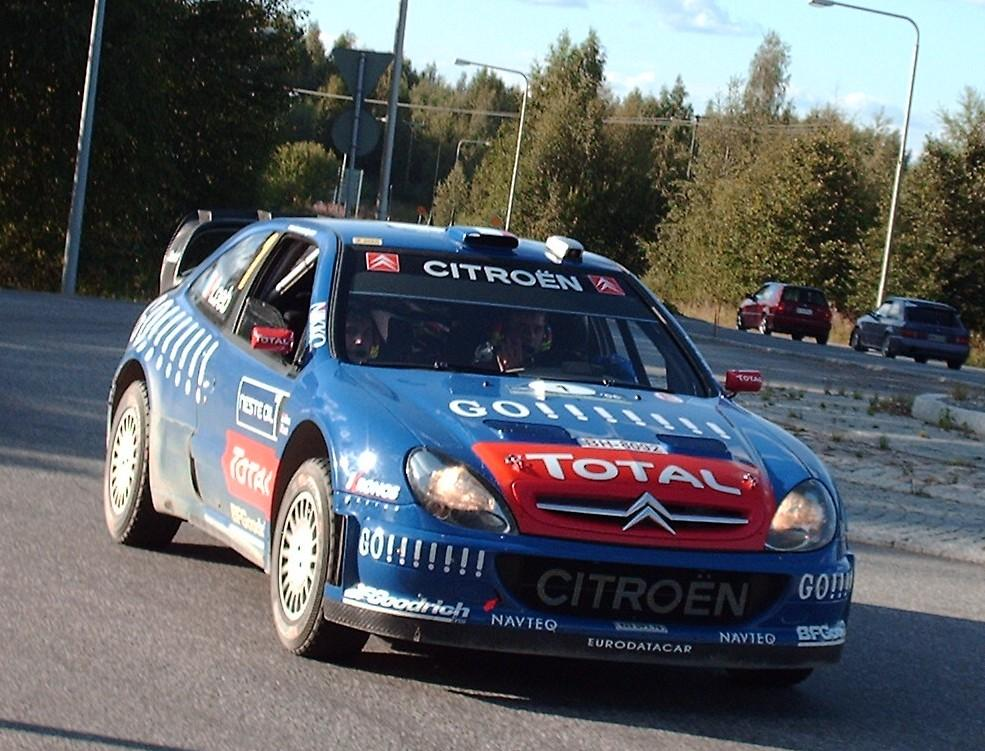
Die Sieger Sébastien Loeb und Daniel Elena im Citroën Xsara WRC.

Die 3. Rallye Mexiko war der 3. Lauf zur FIA-Rallye-Weltmeisterschaft 2006. Sie dauerte vom 3. bis zum 5. März 2006 und es waren insgesamt 17 Wertungsprüfungen (WP) zu fahren.

## Klassifikationen

### Endergebnis
| WRC     |                   |                 |                          |           |                |    |
| 01      | Sébastien Loeb    | Daniel Elena    | Citroën Xsara WRC        | 3:47:08.8 | 00:00.0 0:00.0 | 10 |
| 02      | Petter Solberg    | Phil Mills      | Subaru Impreza S12 WRC   | 3:47:57.7 | 00:48.9 0:48.9 | 8  |
| 03      | Manfred Stohl     | Ilka Minor      | Peugeot 307 WRC          | 3:51:47.9 | 04:39.1 3:50.2 | 6  |
| 04      | Dani Sordo        | Marc Martí      | Citroën Xsara WRC        | 3:52:36.5 | 05:27.7 0:48.6 | 5  |
| 05      | Henning Solberg   | Cato Menkerud   | Peugeot 307 WRC          | 3:59:44.2 | 12:35.4 7:07.7 | 4  |
| 06      | Gareth MacHale    | Paul Nagle      | Ford Focus RS WRC        | 4:03:11.1 | 16:02.3 3:26.9 | 3  |
| 07      | Chris Atkinson    | Glenn Macneall  | Subaru Impreza S12 WRC   | 4:07:48.3 | 20:39.5 4:37.2 | 2  |
| 08      | Marcus Grönholm   | Timo Rautiainen | Ford Focus RS WRC        | 4:08:53.0 | 21:44.2 1:04.7 | 1  |
| 09      | Toshihiro Arai    | Tony Sircombe   | Subaru Impreza STi       | 4:09:43.4 | 22:34.6 0:50.4 | 0  |
| 10      | Nasser Al-Attiyah | Chris Patterson | Subaru Impreza STi       | 4:10:32.3 | 23:23.5 0:48.6 | 0  |
| PWRC    |                   |                 |                          |           |                |    |
| 01 (9)  | Toshihiro Arai    | Tony Sircombe   | Subaru Impreza STi       | 4:09:43.4 | 0:00.0         | 10 |
| 02 (10) | Nasser Al-Attiyah | Chris Patterson | Subaru Impreza STi       | 4:10:32.3 | 0:48.9         | 8  |
| 03      | Mirco Baldacci    | Giovanni Agnese | Mitsubishi Lancer Evo IX | 4:15:32.6 | 5:49.2 5:00.3  | 6  |

Insgesamt wurden 33 von 39 gemeldeten Fahrzeugen klassiert.

### Wertungsprüfungen
| Tag                    | WP                     | Name           | Länge    | Start MEZ      | Gewinner       | Co-Pilot               | Auto                   | Zeit           | Leader         |
| Tag 1 3. März          |                        |                |          |                |                |                        |                        |                |                |
| ---------------------- | ---------------------- | -------------- | -------- | -------------- | -------------- | ---------------------- | ---------------------- | -------------- | -------------- |
| Tag 1 3. März          | WP1                    | Ibarrilla 1    | 22,41 km | 16:37          | Petter Solberg | Phil Mills             | Subaru Impreza S12 WRC | 13:17.3        | Petter Solberg |
| Tag 1 3. März          | WP2                    | Guanajuato 1   | 28,87 km | 18:00          | Petter Solberg | Phil Mills             | Subaru Impreza S12 WRC | 16:56.4        | Petter Solberg |
| Tag 1 3. März          | WP3                    | El Cubilete    | 21,61 km | 18:51          | Petter Solberg | Phil Mills             | Subaru Impreza S12 WRC | 12:06.8        | Petter Solberg |
| Tag 1 3. März          | Service Léon 20:21 Uhr |                |          |                |                |                        |                        |                | Petter Solberg |
| Tag 1 3. März          | WP4                    | Ibarrilla 2    | 22,41 km | 21:28          | Petter Solberg | Phil Mills             | Subaru Impreza S12 WRC | 13:17.0        | Petter Solberg |
| Tag 1 3. März          | WP5                    | Guanajuato 2   | 28,87 km | 22:51          | Sébastien Loeb | Daniel Elena           | Citroën Xsara WRC      | 16:33.9        | Petter Solberg |
| Tag 1 3. März          | WP6                    | El Cubilete    | 21,61 km | 23:42          | Sébastien Loeb | Daniel Elena           | Citroën Xsara WRC      | 11:45.4        | Petter Solberg |
| Tag 1 3. März          | Service Léon 00:57 Uhr |                |          |                |                |                        |                        |                | Petter Solberg |
| Tag 1 3. März          | WP7                    | Superspecial 1 | 4,42 km  | 02:17          | Manfred Stohl  | Ilka Minor             | Peugeot 307 WRC        | 03:21.6        | Petter Solberg |
| Tag 1 3. März          | Service Léon 02:47 Uhr |                |          |                |                |                        |                        |                | Petter Solberg |
| Tag 2 4. März          |                        |                |          |                |                |                        |                        |                | Petter Solberg |
| Service Léon 16:00 Uhr |                        |                |          |                |                |                        |                        |                | Petter Solberg |
| WP8                    | El Zauco 1             | 25,23 km       | 17:08    | Sébastien Loeb | Daniel Elena   | Citroën Xsara WRC      | 16:30.4                | Sébastien Loeb |                |
| WP9                    | Duarte 1               | 23,75 km       | 18:26    | Petter Solberg | Phil Mills     | Subaru Impreza S12 WRC | 18:07.4                | Petter Solberg |                |
| WP10                   | Derramadero 1          | 23,27 km       | 19:17    | Sébastien Loeb | Daniel Elena   | Citroën Xsara WRC      | 14:03.6                | Petter Solberg |                |
| Service Léon 20:42 Uhr |                        |                |          |                |                |                        |                        | Petter Solberg |                |
| WP11                   | El Zauco 2             | 25,23 km       | 22:10    | Sébastien Loeb | Daniel Elena   | Citroën Xsara WRC      | 16:21.4                | Petter Solberg |                |
| WP12                   | Duarte 2               | 23,75 km       | 23:28    | Sébastien Loeb | Daniel Elena   | Citroën Xsara WRC      | 17:44.0                | Sébastien Loeb |                |
| WP13                   | Derramadero 2          | 23,27 km       | 00:19    | Sébastien Loeb | Daniel Elena   | Citroën Xsara WRC      | 13:50.1                | Sébastien Loeb |                |
| Service Léon 01:29 Uhr |                        |                |          |                |                |                        |                        | Sébastien Loeb |                |
| WP14                   | Superspecial 2         | 4,42 km        | 02:49    | Sébastien Loeb | Daniel Elena   | Citroën Xsara WRC      | 03:21.7                | Sébastien Loeb |                |
| Service Léon 03:19 Uhr |                        |                |          |                |                |                        |                        | Sébastien Loeb |                |
| Tag 3 5. März          |                        |                |          |                |                |                        |                        | Sébastien Loeb |                |
| Service Léon 14:45 Uhr |                        |                |          |                |                |                        |                        | Sébastien Loeb |                |
| WP15                   | Léon                   | 38,99 km       | 15:28    | Sébastien Loeb | Daniel Elena   | Citroën Xsara WRC      | 25:32.1                | Sébastien Loeb |                |
| WP16                   | Silao                  | 18,01 km       | 17:11    | Petter Solberg | Phil Mills     | Subaru Impreza S12 WRC | 10:20.8                | Sébastien Loeb |                |
| WP17                   | Superspecial 3         | 4,42 km        | 18:26    | Manfred Stohl  | Ilka Minor     | Peugeot 307 WRC        | 03:17.0                | Sébastien Loeb |                |
| Service Léon 18:56 Uhr |                        |                |          |                |                |                        |                        | Sébastien Loeb |                |

### Gewinner Wertungsprüfungen
| WP                 | Anzahl | Fahrer         | Auto                   |
| ------------------ | ------ | -------------- | ---------------------- |
| 5, 6, 8, 10, 11–15 | 9      | Sébastien Loeb | Citroën Xsara WRC      |
| 1–4, 9, 16         | 6      | Petter Solberg | Subaru Impreza S12 WRC |
| 7, 17              | 2      | Manfred Stohl  | Peugeot 307 WRC        |

### Fahrer-WM nach der Rallye
| Pos. | Fahrer            | Punkte |
| ---- | ----------------- | ------ |
| 1    | Sébastien Loeb    | 26     |
| 2    | Marcus Grönholm   | 21     |
| 3    | Manfred Stohl     | 11     |
| 4    | Petter Solberg    | 8      |
| 5    | Toni Gardemeister | 6      |

### Team-Weltmeisterschaft
| Pos. | Team               | Punkte |
| ---- | ------------------ | ------ |
| 1    | Kronos Citroën WRT | 34     |
| 2    | Ford WRT           | 30     |
| 3    | Peugeot Norway     | 21     |
| 4    | Subaru WRT         | 20     |